# Ligne de Roubaix - Wattrelos à Wattrelos
La ligne de Roubaix - Wattrelos à Wattrelos était une courte ligne ferroviaire internationale qui reliait la gare de Roubaix - Wattrelos à celle de Wattrelos et rejoignait la gare de Herseaux au-delà de la frontière franco-belge.
Elle constitue la ligne no 271 000 du réseau ferré national.

## Historique
La loi du 17 juillet 1879 (dite plan Freycinet) portant classement de 181 lignes de chemin de fer dans le réseau des chemins de fer d’intérêt général retient en n° 3, une ligne de « Roubaix à la frontière belge, vers Audenarde ».
La ligne est concédée à titre éventuel par l'État à Compagnie des chemins de fer du Nord selon les termes d'une convention signée entre le Ministre des travaux publics et la compagnie le 5 juin 1883. Cette convention est approuvée par une loi le 20 novembre suivant. La ligne est déclarée d'utilité publique par un décret le 10 novembre 1888 qui rend la concession définitive.
Une convention internationale est signée le 22 août 1888 entre la France et la Belgique pour définir les modalités de raccordement et de desserte de cette ligne. Cette convention est approuvée par une loi le 21 février 1889. Elle est promulguée par un décret le 3 mars suivant.